# Jean-Étienne Rey
Pour les articles homonymes, voir Jean Rey, Étienne Rey et Rey.
Jean-Étienne Rey, né le 3 août 1832 à Toulouse et mort le 9 janvier 1923 à Nanterre, est un compositeur français.

## Biographie
Jean-Étienne Rey naît au no 26 de la rue du faubourg Arnaud-Bernard, au domicile de ses parents, Jean-Antoine Rey, relieur, et Marie Lafaigne, charcutière.
Après avoir commencé ses études musicales au Conservatoire de Toulouse, où il est lauréat de tous les prix de solfège, de piano et d'harmonie, Étienne Rey entre au Conservatoire de Paris. Il y devient l'élève de Carafa pour la composition et celui de Révial pour le chant, obtenant dans cette dernière discipline un troisième accessit en 1854.
C'est au Conservatoire qu'Étienne Rey rencontre un autre toulousaine, Agnès-Catherine-Aménaïde Balla (1836-1889), tante maternelle du journaliste Georges Thiébaud. Après leur mariage, en 1855, elle sera connue en tant qu'artiste lyrique sous le nom de « Mme Rey-Balla ». Leur fils, Paul-Charles-Marie Rey, sera également artiste lyrique. Leur fille, Jeanne-Agnès (1870-1936) épousera le journaliste Henri de Weindel.
Comprenant des opéras, des oratorios, plusieurs symphonies, des cantates, des sonates, de nombreux morceaux de musique de chambre ainsi qu'une adaptation musicale des fables de Florian, les œuvres de Rey sont jouées à Toulouse, Bordeaux, Marseille, Le Caire (1875), Naples, Buenos Aires, Rouen, Paris, Lisbonne et Madrid. Nommé officier d'Académie en 1898, il est également chevalier de l'ordre du Christ du Portugal (avant 1897).
Veuf en 1889, il se remarie deux ans plus tard avec une artiste peintre, Rita-Pauline Perret (1842-19..), veuve  Ruffin. Rita Ruffin, qui donne des cours de dessin aux côtés d'Édouard Sain depuis 1880, sera désormais connue en tant que « Mme Rita-Rey ».
En 1901, Étienne Rey est nommé directeur de l'orphéon de Nanterre.
Mort à son domicile de Nanterre le 9 janvier 1923, ses obsèques ont lieu le surlendemain en l'église Saint-Maurice.

## Distinctions
- Officier d'académie

## Quelques œuvres
- Le Martyre de saint saturnin (oratorio), Toulouse, 1856.
- Oratorio (soli, orchestre et chœurs), Toulouse, 1861[2].
- La Gitana (opéra en 5 actes), Bordeaux, 1864[2].
- Messe solennelle (soli, chœurs et orchestre), Toulouse, 1874[2].